# Barry (Wales)
Barry (walisisch Y Barri) ist eine Stadt im Landkreis Vale of Glamorgan in Wales unweit von Cardiff. Barry ist Verwaltungssitz des Landkreises. Es liegt am Bristol Channel und ist die südlichste Stadt von Wales. Barry ist ein Seebad mit Strand und einem Freizeitpark, dem Barry Island Pleasure Park. Die Stadt hatte 2001 47.863 Einwohner.

## Geschichte
Der Name der Stadt leitet sich vom heiligen Baruc (walisisch: Barrwg) ab, der im 6. Jh. im Bristol Channel ertrunken war und in Barry beigesetzt wurde. Auch das heute zu Barry zählende Dorf Cadoxton hat seinen Namen von einem frühen Missionar, Cadoc, dem Lehrer des Baruc. Noch heute ist die mittelalterliche Kirche St. Cadoc in Cadoxton erhalten. Ende des 11. Jahrhunderts errichtete der normannische Ritter Odo Barry Castle, nach der Burg nannte sich seine Familie de Barri. Barry blieb lange Zeit ein beschauliches Fischerdorf, bis in den 1880er Jahren hier ein Kohlehafen gebaut wurde, der der Verschiffung der in den südwalisischen Gruben geförderten Kohle diente. Dieser neue Hafen entlastete das benachbarte Tiger Bay; 1884 wurde mit dem Bau begonnen und 1889 das erste Hafenbecken eingeweiht. Es folgten zwei weitere Hafenbecken und eine Reihe von Hafenbauten sowie eine Bahnlinie der Barry Railway Company. Im Jahre 1903 betrug die verschiffte Kohlemenge bereits über 9 Millionen Tonnen und 1913 war Barry der größte Kohleausfuhrhafen weltweit. Parallel zum Hafenausbau schritt auch die Stadterweiterung voran, sodass bald die Orte Cadoxton und Barry Island eingemeindet wurden.

## Wirtschaft
Der Hafen spielt bis heute eine wichtige Rolle im Leben der Stadt. Barry ist daneben aber auch ein wichtiger Produktionsstandort und ein Dienstleistungszentrum für das Vale of Glamorgan geworden. Die Hafenanlagen erhielten 1981 mit dem Bau der Docks Link Road eine direkte Straßenanbindung an die Autobahn M4. Der Hafen selbst kann Schiffe bis zur Größenordnung von 23.000 Tonnen versorgen; die Lage Barrys an der Severn-Mündung erlaubt es auch Tiefwasserschiffen, den Hafen anzulaufen.
Die meisten Industriebetriebe der Stadt konzentrieren sich rund um den Hafen. Zu den bedeutendsten Chemieunternehmen gehören Cabot Carbon und Dow Corning (mit der größten Silikonfabrik Europas). Weitere wichtige Arbeitgeber sind Jewson Builders’ Merchants, Western Welding and Engineering, Bumnelly, sowie Rank Hovis und der Hafenbetreiber Associated British Ports.
Barry ist eine traditionelle Hochburg der Labour-Party, die im Stadtrat die Mehrheit hält.

## Verkehr

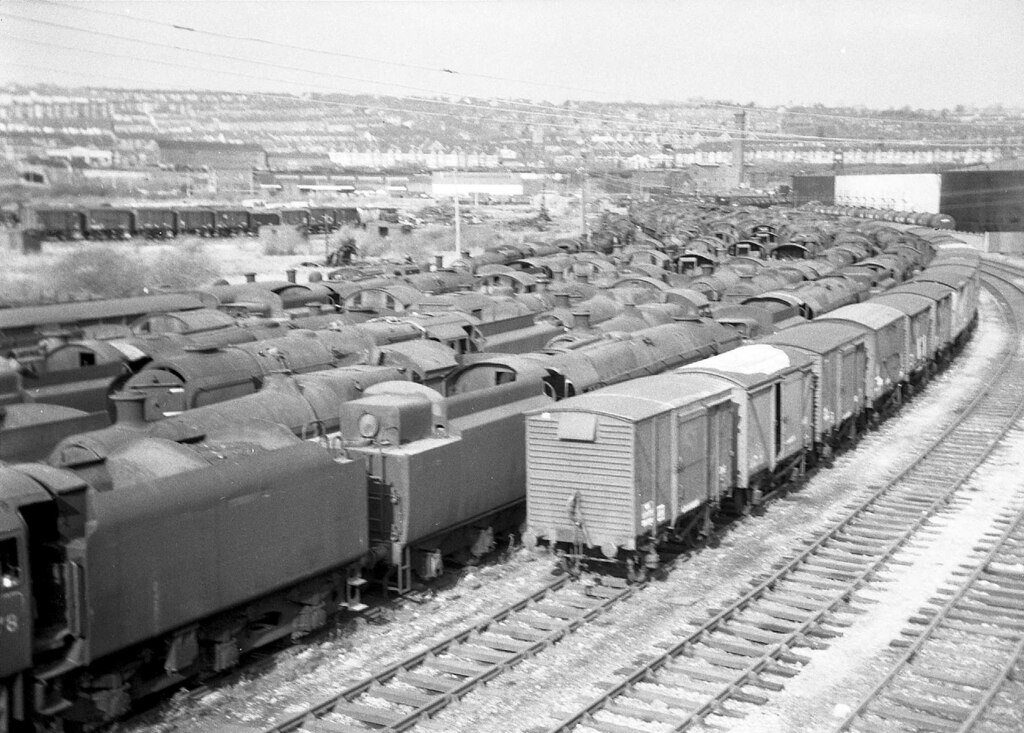
Schrottplatz der Woodham Brothers im Jahr 1968

Ab Mitte der 1960er-Jahre entwickelte der Schrottplatz der Firma Woodham Brothers im Hafen von Barry zu einem der bedeutendsten „Dampflokfriedhöfe“ Großbritanniens. Das Unternehmen zahlreiche ausrangierte Lokomotiven von British Railways übernommen, verschob jedoch die Zerlegung zugunsten der einfacheren Verwertung von alten Schienen und Eisenbahnwagen.
Bis zur Einstellung des Dampfbetriebs bei British Railways im Jahr 1968 wurden insgesamt 297 Dampflokomotiven sowie mehrere Diesellokomotiven nach Barry überführt. Ende desselben Jahres befanden sich noch 217 Dampflokomotiven auf dem Gelände.
Zeitgleich entstand in Großbritannien eine wachsende Bewegung zum Aufbau von Museumsbahnen, deren Mitglieder begannen, in Barry erste Lokomotiven zu erwerben und restaurieren. Insgesamt fanden 213 Maschinen ein neues Zuhause bei Museumsbahnen, die letzte Lok verließ Barry 1990.

## Sport
Barry wurde in den 1990er Jahren durch den Fußballklub Barry Town United international bekannt, der acht walisische Meistertitel holte und mehrmals im Europapokal Spiele gewinnen konnte.

## Persönlichkeiten
Aus Barry stammen:
- Garath Jones, Journalist (1905–1935)
- Grace Williams, Komponistin (1906–1977)
- Glyn Daniel, Archäologe (1914–1986)
- Derek Tapscott, Fußballspieler (1932–2008)
- Robert Tear, Opernsänger (1939–2011)
- John Baylis, Politikwissenschaftler und Hochschullehrer (* 1946)
- Damian Green, Politiker (* 1956)
- Julia Gillard, australische Politikerin (* 1961)
- Alastair Reynolds, Science-Fiction-Autor (* 1966)
- Stephen Dodd, Golf-Profi (* 1966)
- Lee Selby, Profiboxer (* 1987)